# Palestrina - Prince de la Musique
Pour plus de détails, voir Fiche technique et Distribution.
 Palestrina - Prince de la Musique  est un film musical de 2009, du réalisateur allemand Georg Brintrup. Le sujet traite de la vie et la musique de Giovanni Pierluigi da Palestrina (ca.1525-1594), le très célèbre compositeur de musique sacrée de la renaissance italienne. Il est le compositeur du XVIe siècle de l’Ecole de Rome le plus connu. La musique de Palestrina dans le film est dirigée par Flavio Colusso et chantée par le groupe Ensemble Seicentesco de Rome. Le film est connu, également, sous les titres La Libération de la Musique et Die Befreiung der Musik, ce dernier pour ses présentations en Allemagne.

## Synopsis
« Dans le but d’accomplir son développent artistique et son indépendance économique, Palestrina a travaillé, utilisant toujours une grande diplomatie, sous la protection de la puissante Eglise Catholique Romaine. Grâce à son comportement et malgré les règles strictes ecclésiastiques de l’Eglise Romaine, il réussit une véritable modernisation de la musique. » 
Le film commence au moment de la mort de Giovanni Pierluigi da Palestrina, en 1594. Après cet événement, son fils, Iginio, quelques-uns de ses étudiants et de ses collègues, miembros de la Cappella Giulia de la Basilique Saint-Pierre, et d’autres membres du clergé romain expriment leurs témoignages sur la vie et la carrière de Palestrina. Nous savons, ainsi, que dans son enfance, il est formé comme « enfant de chœur » dans le cercle de l’Ecole Romaine de la polyphonie, fondée par Costanzo Festa. Quand il est au faîte de sa carrière, une plaie et une épidémie d’influenza emportent ses deux enfants ainés et sa femme. 
Ces témoignages révèlent Palestrina comme un artiste bien représentatif de la Renaissance : l’homme qui prend en main son destin et qui maintient son indépendance artistique au milieu d’un clergé romain vorace, plus intéressé par les affaires politiques que par la spiritualité de la musique. Palestrina développe un nouveau style dans l’art de la polyphonie, le « genus novus », dans lequel il existe un équilibre entre le vocal et le son, où toutes les voix se séparent et se manifestent de manière indépendante les unes par rapport aux autres. Le compositeur « libère » la musique de la parole. 
Il compose, dans ce style, la célèbre Missa Papae Marcelli qui, après le Concile de Trente, devient le modèle de la musique sacrée. Après la disparition de ses deux enfants et de sa femme, les témoignages signalent que Palestrina, au lieu d’entrer dans les ordres, décide d’épouser une veuve richissime, ce qui lui facilite la publication de toutes ses œuvres et qui permet que son travail ne soit jamais tombé dans l’oubli. 
La musique de Palestrina dans le film est présentée par l’Ensemble Seicentonovecento de Rome, sous la direction du maestro Flavio Colusso.

## Distribution
- Domenico Galasso: Iginio
- Stefano Oppedisano: Annibale
- Claudio Marchione: Cristoforo
- Renato Scarpa: Monsignore Cotta
- Achille Brugnini: Gioacchino
- Remo Remotti:  Filippo Neri
- Giorgio Colangeli: L.Barré
- Franco Nero: D.Ferrabosco
- Pasquale di Filippo: G.Severini
- Bartolomeo Giusti: Palestrina da vecchio
- Daniele Giuliani: Palestrina da giovane
- Patrizia Bellezza: Virginia Dormuli
- Francesca Catenacci: Lucrezia Gori

## Autour du film

L’Aquila: La basilique Santa Maria di Collemaggio

### Tournage
Le film a été tourné principalement dans des scénarios naturels dans la ville de L’Aquila, ses environs et dans la ville de Rome. Une grande partie des bâtiments et des intérieurs historiques  de l’Aquila ont été détruits lors du terrible tremblement de terre de 2009, quelques jours seulement après la fin du tournage.

### Réception
Palestrina - Prince of Music a été présenté à l’Auditorium Auditorium Parco della Musica, à Rome, le 15  novembre 2009 , puis au "Prix International du Documentaire et du Reportage Méditerranéen" dans sa 15e édition ;  au 11e International Television Festival ECO, Ohrid, Macédoine,  à l’Asolo ArtFilmfestival, au Golden Prague International Television Festival 2010, à L´Aquila International Film Festival, (16-20 octobre), Italie 2010 ; au FIFA - Festival international du film sur l'art, Montreal, Canada 2011.